# Приближение Фоккера — Планка
Фо́ккера-Пла́нка приближе́ние — описание физической кинетики частиц в газе в случае, когда распределение частиц по скоростям имеет почти изотропный характер. В основном применяется для описания электронов в газах при воздействии электрического поля.

## Приближение Фоккера-Планка
Уравнение Фоккера-Планка можно получить из кинетического уравнения Больцмана. Необходимо предположить, что в задаче имеется выделенное направление и, как следствие, осевая симметрия. В пространстве скоростей вводятся сферические координаты |V|, θ, φ. Благодаря осевой симметрии, функция распределения по координатам и скоростям не зависит от φ и имеет вид: f(r, |V|, θ, t). При данном значении r, |V| и t функция f зависит только от угла θ и может быть разложена в ряд по полиномам Лежандра:
{\displaystyle f\left({\vec {r}},|{\vec {V}}|,\theta ,t\right)=\sum _{i=0}^{\infty }{P_{i}\left(\cos \theta \right)f_{i}\left({\vec {r}},|{\vec {V}}|,t\right)}.}
Далее, предполагается, что распределение по направлениям скоростей почти изотропно. Это позволяет отбросить все слагаемые ряда, кроме первых двух. Таким образом, решение (функция распределения по координатам и скоростям ищется в виде:
{\displaystyle f\left({\vec {r}},|{\vec {V}}|,\theta ,t\right)=f_{0}\left({\vec {r}},|{\vec {V}}|,t\right)+f_{1}\left({\vec {r}},|{\vec {V}}|,t\right)\cos \theta .}
Неизвестными здесь являются скалярные функции f0(r, |V|, t) и f1(r, |V|, t). В более общем случае выделенное направление может быть заведомо неизвестно. Если есть основания утверждать, что распределение частиц по скоростям почти изотропно, решение ищется в виде:
{\displaystyle f\left({\vec {r}},{\vec {V}},t\right)=f_{0}\left({\vec {r}},|{\vec {V}}|,t\right)+{\vec {f}}_{1}\left({\vec {r}},|{\vec {V}}|,t\right)\cdot {\vec {n}}_{\vec {V}}.}
Здесь nV — единичный вектор в трехмерном пространстве скоростей, а неизвестная функция f1(r, |V|, t) является уже не скаляром, а вектором.
При этом анизотропная поправка должна быть много меньше первого члена ряда:
{\displaystyle f_{0}\left({\vec {r}},|{\vec {V}}|,t\right)\gg \left|{\vec {f}}_{1}\left({\vec {r}},|{\vec {V}}|,t\right)\right|.}
Таким образом, мы переходим от задачи в пространстве 7 измерений (rx, ry, rz, Vx, Vy, Vz, t) к задаче в пространстве 5 измерений (rx, ry, rz, |V|, t).
Необходимо потребовать, чтобы характерное время изменения электрического поля было много меньше времени установления функции распределения электронов, то есть времени, характерного для неупругих микропроцессов.
Также необходимо, чтобы рассматриваемые частицы были гораздо легче частиц, составляющих в основном газ. Это требуется для упрощенного учета упругих столкновений, о котором будет сказано ниже. Из-за этого требования уравнение применяется в основном к электронам в атомных или молекулярных газах.
Помимо снижения размерности пространства, о котором было сказано выше, уравнение Фоккера-Планка удобнее для расчета, чем уравнение Больцмана, поскольку является линейным дифференциальным уравнением в частных производных, тогда как уравнение Больцмана является интегро-дифференциальным уравнением.

## Формулировка уравнения Фоккера-Планка
Подставляя выражение для функции распределения в уравнение Больцмана, можно получить пару уравнений:
{\displaystyle \left\{{\begin{matrix}V{\frac {\partial f_{0}}{\partial t}}-\nabla \cdot \left[\chi \left(\nabla f_{0}+\nabla \varphi {\frac {\partial f_{0}}{\partial E}}\right)\right]-{\frac {\partial }{\partial E}}\left[\chi \nabla \varphi \cdot \left(\nabla f_{0}+\nabla \varphi {\frac {\partial f_{0}}{\partial E}}\right)\right]=VS\\{\vec {f}}_{1}=-{\frac {V}{\nu }}\nabla f_{0}-\left(\nabla \varphi \right){\frac {V}{\nu }}{\frac {\partial f_{0}}{\partial E}}\end{matrix}}\right.}
В уравнениях учтено наличие электростатического потенциала φ. Как видно, уравнения сформулированы так, что решать необходимо лишь уравнение для f0, а функция f1 восстанавливается по ней.
В системе уравнений, записанной выше, подразумевается, что функции f0 и f1 зависят не от модуля скорости |V|, а от кинетической энергии, деленной на электрический заряд частицы E=m|V|2/2|q|. Ясно, что такая замена переменной - вопрос удобства. В случае, когда заряд частицы равен заряду электрона, переменная E есть кинетическая энергия частицы, выраженная в электронвольтах, m — масса частицы, χ — коэффициент, который можно найти по следующей формуле:
{\displaystyle \chi ={\frac {V^{3}}{3\nu }},}
где ν — частота упругих столкновений, S — «функция источника», описывающая неупругие столкновения, эти величины описаны в следующем разделе.

## Упругие и неупругие столкновения
При формулировке уравнения Фоккера-Планка столкновения, которые испытывают частицы, разделяются на упругие и неупругие. Поскольку частицы, описываемые уравнением Фоккера-Планка, гораздо легче молекул газа, с которыми в основном происходят столкновения, упругие столкновения практически не влияют на энергию легких частиц, но «размывают» распределение по направлениям, способствуя установлению изотропности. Частота упругих столкновений ν является функцией координаты и кинетической энергии и может быть найдена по следующей формуле:
{\displaystyle \nu \left(E\right)={\sqrt {\frac {2|q|}{m}}}n{\sqrt {E}}\sigma _{el}\left(E\right).}
Здесь n — концентрация тяжелых частиц, с которыми происходят упругие столкновения, σel(E) — зависимость сечения упругого столкновения от кинетической энергии легкой частицы.
Неупругие столкновения, к которым относятся ионизация, рекомбинация, столкновения с возбуждением атомов или молекул, описываются функцией источника S, которая является суммой функций источника по всем типам непругих столкновений, которые учитываются в задаче Si.
{\displaystyle S_{i}\left(E\right)={\sqrt {\frac {2|q|\left(E+\varepsilon _{i}\right)}{m}}}\nu _{i}\left(E+\varepsilon _{i}\right)f\left({\vec {r}},E+\varepsilon _{i}\right)-{\sqrt {\frac {2E}{m}}}\nu _{i}\left(E\right)f\left({\vec {r}},E\right).}
Формула описывает ситуацию, когда в результате неупругого столкновения i-го типа частица перемещается по энергетической координате E — исчезает из точки E+εi (второе слагаемое) и появляется в точке E (первое слагаемое), то есть просто теряет квант энергии величиной εi. Рекомбинация может быть описана аналогичной формулой без первого слагаемого, поскольку в результате неё заряженная частица перестает существовать. Ионизация может быть описана аналогичной формулой с добавочным слагаемым типа первого, описывающим появление новой заряженной частицы.
Частота столкновений i-го типа νi может быть найдена по формуле:
{\displaystyle \nu _{i}\left(E\right)={\sqrt {\frac {2|q|}{m}}}n{\sqrt {E}}\sigma _{i}\left(E\right).}
Здесь n — концентрация тяжелых частиц, с которыми происходят неупругие столкновения, σi(E) — зависимость сечения неупругого столкновения i-го типа от кинетической энергии легкой частицы.

## Физический смысл искомых функций
Функция f0(r, E, t), её иногда называют симметричной частью распределения, описывает распределение электронов по энергиям, их спектр в данной точке в данный момент времени. Эта функция описывает изотропное распределение частиц по направлениям движения. Через функцию f0(r, E, t) можно выразить концентрацию частиц n(r, t):
{\displaystyle n\left({\vec {r}},t\right)=\int _{0}^{\infty }f_{0}\left({\vec {r}},E,t\right)\,dE.}
Функция f1(r, E, t), или асимметричная часть распределения, является малой поправкой к симметричной части и характеризует направление среднего движения частиц в данной точке. Через функцию f1(r, E, t) можно выразить поток частиц j(r, t):
{\displaystyle {\vec {j}}\left({\vec {r}},t\right)={\frac {8\pi {\sqrt {|q|}}}{3{\sqrt {m}}}}\int _{0}^{\infty }{\vec {f}}_{1}\left({\vec {r}},E,t\right){\sqrt {E}}\,dE.}
Здесь m — масса одной частицы.